# Danh sách nhà thực vật học theo tên viết tắt (A)
Đây là danh sách chưa  đầy đủ các nhà thực vật học theo tên viết tắt với tư cách là tác giả đặt tên các loài thực vật hoặc trong các công trình về thực vật mà họ đã xuất bản. Danh sách này được lập bởi Brummitt & Powell (1992).

## A
| Mục lục: | A | B | C | D | E F | G | H | I J | K L | M | N O | P | Q R | S | T U V | W X Y Z |

- Aa – Hubertus Antonius van der Aa (1935–2017)
- A.A.Cocucci – Andrea A. Cocucci (sinh năm 1959)
- A.A.Eaton – Alvah Augustus Eaton (1865–1908)
- A.A.Fisch.Waldh. – Alexandr Alexandrovich Fischer von Waldheim (1839–1920)
- A.Agostini – Angela Agostini (sinh năm 1880)
- A.A.Ham. – Arthur Andrew Hamilton (1855–1929)
- A.A.Hend. – Andrew Augustus Henderson (1816–1876)
- A.Ames – Adeline Ames (1879–1976)
- A.Anderson – Alexander Anderson (1748–1811)
- A.Arber – Agnes Arber (1879–1960)
- Aarons. – Aaron Aaronsohn (1876–1919)
- Aase – Hannah Caroline Aase (1883–1980)
- A.Barbero – Andrés Barbero (1877–1951)
- A.Bassi – Agostino Bassi (1773–1856)[2]
- A.Baytop – Asuman Baytop (1920–2015)
- Abbayes – Henry Nicollon des Abbayes (1898–1974)
- Abbiatti – Delia Abbiatti (sinh năm 1918)
- Abbot – John Abbot (1751–c. 1840)
- Abedin – Sultanul Abedin (fl. 1986)
- Aberc. – Henry McLaren, 2nd Baron Aberconway (1879–1953)
- A.Berger – Alwin Berger (1871–1931)
- A.B.Frank – Albert Bernhard Frank (1839–1900)
- A.B.Graf – Alfred Byrd Graf (1901–2001)
- A.B.Jacks. – Albert Bruce Jackson (1876–1947)
- A.B.Nickels – Anna Buck Nickels (1832–1917)
- A.Bloxam – Andrew Bloxam (1801–1878)
- A.Blytt – Axel Gudbrand Blytt (1843–1898)
- A.Br. – Addison Brown (1830–1913)
- Abramov – Ivan N. Abramov (1884–1953)
- Abrams – LeRoy Abrams (1874–1956)
- A.Braun – Alexander Karl Heinrich Braun (1805–1877)
- Abrom. – Johannes Abromeit (1857–1946)
- A.Bruggen – Adolph Cornelis van Bruggen (sinh năm 1929)
- A.Butler – Alan Butler (nhà thực vật học) (sinh năm 1946)
- A.Cabrera – Ángel Cabrera (1879–1960) (not to be confused with botanist Ángel Lulio Cabrera (1908–1999))
- A.Camus – Aimée Antoinette Camus (1879–1965)
- A.Cast. – Alberto Castellanos (1896–1968)
- Acerbi – Giuseppe Acerbi (1773–1846)
- Ach. – Erik Acharius (1757–1819)
- A.C.H.Blinks – Anne Catherine Hof Blinks (1903–1995)
- A.Chev. – Auguste Jean Baptiste Chevalier (1873–1956)
- Achv. – Agazi Asaturovich Achverdov (sinh năm 1907)
- Acloque – Alexandre Noël Charles Acloque (1871–1908)
- A.C.Schultz – August Christian Schultz (1813–1908)
- A.C.Sm. – Albert Charles Smith (1906–1999)
- Acuña – Julián Acuña Galé (1900–1973)
- A.Cunn. – Allan Cunningham (1791–1839)
- A.C.White – Alain Campbell White (1880–1951)
- Adamović – Lujo Adamović (1864–1935)
- Adams – Johann Friedrich Adam (1780–1838)
- Adamson – Robert Stephen Adamson (1885–1965)
- Adans. – Michel Adanson (1727–1806)
- A.DC. – Alphonse Louis Pierre Pyrame de Candolle (1806–1893)
- A.D.Danilov – Alexander Danilovich Danilov (sinh năm 1903)
- Ade – Alfred Ade (1876–1968)
- Adelb. – Albert George Ludwig Adelbert (1914–1972)
- Adema – Fredericus Arnoldus Constantin Basil Adema (sinh năm 1939)
- Aderh. – Rudolf Ferdinand Theodor Aderhold (1865–1907)
- A.D.Hardy – Alfred Douglas Hardy (1870–1958)
- A.D.Hawkes – Alex Drum Hawkes (1927–1977)
- A.Dietr. – Albert Gottfried Dietrich (1795–1856)
- Adolf – Nina Avgustinovna Adolf (1903–1951)
- A.D.Poulsen – Axel Dalberg Poulsen (sinh năm 1961)
- A.D.Slavin – Arthur Daniel Slavin (1903–1973)
- A.E.D.Daniels – Albert Ebenezer Dulip Daniels (sinh năm 1964)
- A.E.Hoffm. – Adriana Hoffmann (sinh năm 1940)
- A.E.Holland – Ailsa E. Holland (fl. 1988)
- Aellen – Paul Aellen (1896–1973)
- A.E.Newton – Angela E. Newton (sinh năm 1958]
- A.E.Ortmann – Arnold Edward Ortmann (1863–1927)
- A.E.Reuss – August Emanuel von Reuss (1811–1873)
- A.Ernst – Alfred Ernst (1875–1968)
- A.Evans – Alexander William Evans (1868–1959)
- A.E.van Wyk – Abraham Erasmus van Wyk (sinh năm 1952)
- A.-E.Wolf – Anne-Elizabeth Wolf (fl. 1998)
- A.F.Bartsch – Alfred Frank Bartsch (1913–2009)[3]
- A.Fedtsch. – Alexei Pavlovich Fedchenko (1844–1873)
- A.Fisch. – Alfred Fischer (1858–1913)
- Afonina – Olga Mikhailovna Afonina (sinh năm 1945)
- A.F.Rob. – A.F. Robinson (fl. 2015)
- A.F.Tryon – Alice Faber Tryon (1920–2009)
- Afzel. – Adam Afzelius (1750–1837)
- Agerer – Reinhard Agerer (sinh năm 1947)
- A.G.Floyd – Alexander G. Floyd (sinh năm 1926)
- A.G.Ham. – Alexander Greenlaw Hamilton (1852–1941)
- A.Gibson – Alexander Gibson (1800–1867)
- A.G.Jones – Almut Gitter Jones (1923–2013)
- A.G.Lyon – Alexander Geoffrey Lyon (fl. 1950–1960)
- A.G.Mill. – Anthony G. Miller (sinh năm 1951)
- Agra – Maria de Fátima Agra (sinh năm 1952)
- A.Gray – Asa Gray (1810–1888)
- A.Ham. – Arthur Hamilton (nhà thực vật học) (fl. 1832)
- A.Hässl. – Arne Hässler (1904–1952)
- A.Hay – Alistair Hay (sinh năm 1955)
- A.Heller – Amos Arthur Heller (1867–1944)
- A.Hend. – Archibald Henderson (sinh năm 1921)
- A.Henry – Augustine Henry (1857–1930)
- A.H.Evans – Arthur Humble Evans (1855–1943)
- A.H.Gentry – Alwyn Howard Gentry (1945–1993)
- A.H.Heller – Alfonse Henry Heller (1894–1973)
- A.H.Holmgren – Arthur Hermann Holmgren (1912–1992)
- A.H.Kent – Adolphus Henry Kent (1828–1913)
- Ahmadjian – Vernon Ahmadjian (1930–2012)
- Ahrendt – Leslie Walter Allen Ahrendt (1903–1969)
- A.H.S.Lucas – Arthur Henry Shakespeare Lucas (1853–1936)
- A.Huet – Alfred Huet du Pavillon (1829–1907)
- Ainslie – Whitelaw Ainslie (1767–1837)
- Ainsw. – Geoffrey Clough Ainsworth (1905–1998)
- Airy Shaw – Herbert Kenneth Airy Shaw (1902–1985)
- Aitch. – James Edward Tierney Aitchison (1836–1898)
- Aiton – William Aiton (1731–1793)
- A.Jaeger – August Jaeger (1842–1877)
- A.J.Eames – Arthur Johnson Eames (1881–1969)
- A.J.Ford – Andrew James Ford (sinh năm 1967)
- A.J.Hend. – Andrew Henderson (sinh năm 1950)
- A.J.Hill – Albert Joseph Hill (sinh năm 1940)
- A.J.M.Baker – Alan John Martin Baker (sinh năm 1948)
- A.J.Paton – Alan James Paton (sinh năm 1963)
- A.J.Scott – Andrew John Scott (sinh năm 1950)
- A.Juss. – Adrien-Henri de Jussieu (1797–1853)
- Aké Assi – Laurent Aké Assi (1931–2014)
- A.Kern. – Anton Kerner von Marilaun (1831–1898)
- Akeroyd – John Akeroyd (sinh năm 1952)
- Akhani – Hossein Akhani (sinh năm 1950)
- A.K.Irvine – Anthony Kyle Irvine (sinh năm 1937)
- A.K.Skvortsov – Alexey Skvortsov (1920–2008)
- A.K.S.Prasad – Akshinthala K. Sai Krishna Prasad (sinh năm 1949)
- A.Kurz – Albert Kurz (1886–1948)[4]
- A.K.Wallace – Anne Karin Wallace (fl. 1997)
- Alain – Henri Alain Liogier (1916–2009)
- A.L.Andrews – Albert LeRoy Andrews (1878–1961)
- Alb. – Johannes Baptista von Albertini (1769–1831)
- Albov – Nikolai Michailovich Albov (1866–1897)
- Albr. – David Edward Albrecht (sinh năm 1962)
- Al.Brongn. – Alexandre Brongniart (1770–1847)
- Albuq. – Byron Wilson Pereira de Albuquerque (1932–2003)
- Alcaraz – Francisco Alcaraz Ariza [es] (sinh năm 1958)
- Alderw. – Cornelis Rugier Willem Karel van Alderwerelt van Rosenburgh (1863–1936)
- Aldrovandi – Ulisse Aldrovandi (1522–1605)
- Alef. – Friedrich Georg Christoph Alefeld (1820–1872)
- A.Lem. – Adrien Lemaire (1852–1902)
- A.Lesson – Pierre Adolphe Lesson (1805–1888)
- Alexander – Edward Johnston Alexander (1901–1985)
- Alexeeva – N. B. Alexeeva (fl. 2006)
- A.L.Grant – Adele Gerard Lewis Grant (1881–1969)
- Ali – Syed Irtifaq Ali (sinh năm 1930)
- Al.Jahn – Alfredo Jahn (1867–1940)
- All. – Carlo Allioni (1728–1804)
- A.L.Lamb – Anthony L. Lamb (sinh năm 1942)
- Allan – Harry Howard Barton Allan (1882–1957)
- Alleiz. – Aymar Charles d'Alleizette (1884–1967)
- Allemão – Francisco Freire Allemão e Cysneiro (1797–1874)
- Allred – Kelly Allred (sinh năm 1949)
- Alm – Carl Gustav Alm (1888–1962)
- Almeda – Frank Almeda (sinh năm 1946)
- Á.Löve – Áskell Löve (1916–1994)
- Alphand – Jean-Charles Adolphe Alphand (1817–1891)
- Alph.Wood – Alphonso Wood (1810–1881)
- Alpino – Prospero Alpinio (1553–1617)
- Al-Shehbaz – Ihsan Ali Al-Shehbaz (sinh năm 1939)
- A.L.Sm. – Annie Lorrain Smith (1854–1937)
- Alston – Arthur Hugh Garfit Alston (1902–1958)
- Alstr. – Clas Alströmer (1736–1794)
- Altam. – Fernando Altamirano (1848–1908)
- Altschul – Siri von Reis (sinh năm 1931)
- A.Lyons – Albert Brown Lyons (1841–1926)
- A.Macedo – Amaro Macedo (sinh năm 1914)
- Amakawa – Tairoko Amakawa (sinh năm 1917)
- Amann – Johann Amann (1814–1878)
- Amaral – Ayrton Amaral (sinh năm 1948)
- A.M.Ashby – Alison Marjorie Ashby (1901–1987)
- A.Massal. – Abramo Bartolommeo Massalongo (1824–1860)
- A.Mathews – Andrew Mathews (1801–1841)
- Amberg – Otto Amberg (1875–1920)
- Ambronn – Hermann Ambronn (1856–1927)
- Ambrosetti – José Arturo Ambrosetti (sinh năm 1939)
- Ambrosi – Francesco Ambrosi (1821–1897)
- Ambroz – Josef Ambroz (1886–1950)
- A.M.Buchanan – Alex M. Buchanan (sinh năm 1944)
- A.M.Carter – Annetta Mary Carter (1907–1991)
- A.M.Cowan – Adeline May Cowan (1892–1921)
- A.Meeuse – Adrianus Dirk Jacob Meeuse (1914–2010)
- Ameljcz. – V. P. Ameljczenko (sinh năm 1948)
- Ames – Oakes Ames (1874–1950)
- A.M.Gray – Alan Maurice Gray (sinh năm 1943)
- Amich – Francisco Amich García (sinh năm 1953)
- Amici – Giovanni Battista Amici (1786–1863)
- Amin – Amal Amin (sinh năm 1929)
- Amirkh. – Amirkhan Magomedovich Amirkhanov (sinh năm 1952)
- Amman – Johann Amman (1707–1741)
- Ammann – Morgane Ammann (sinh năm 1986)
- Ammerman – Elizabeth Ammerman (sinh năm 1917)
- Ammirati – Joseph F. Ammirati (sinh năm 1942)
- Amo – Mariano del Amo y Mora (1809–1896)
- Amor – Angel Amor Morales (sinh năm 1959)
- A.M.Ross – Alexander Milton Ross (1832–1897)
- Amshoff – Gerda Jane Hillegonda Amshoff (1913–1985)
- Amsler – Charles D. Amsler (sinh năm 1959)
- A.M.Sm. – Annie Morrill Smith (1856–1946)
- A.Murray – Andrew Murray (1812–1878)
- A.N.Danilov – Afanasij Nikolaevich Danilov (1903–1942)
- A.N.Demidov – Anatoly Nikolaievich Demidov, 1st Prince of San Donato (1813–1870)
- Andersen – Johannes Carl Andersen (1873–1962)
- Anderson – James Anderson (1738–1809)
- Andersson – Nils Johan Andersson (1821–1880)
- Andr. – Gábor Andreánszky (1895–1967)
- André – Édouard André (1840–1911)
- Andres – Heinrich Andres (1883–1970)
- Andrews – Henry Cranke Andrews (c. 1759–1835)
- Andriamih. – Tefy H. Andriamihajarivo (fl. 2011)
- Andronov – Nikolaĭ Matveevich Andronov (fl. 1955)
- Andrz. – Antoni Lukianowicz Andrzejowski (1785–1868)
- A.Nelson – Aven Nelson (1859–1952) (A.Nels. cũng được sử dụng)
- A.Neumann – Alfred Neumann (1916–1973)
- Angely. – João Alberto Angely (sinh năm 1917)
- Ångstr. – Johan Ångström (1813–1879)
- A.N.Henry – Ambrose Nathaniel Henry (sinh năm 1936)
- A.N.Rao – Abbareddy Nageswara Rao (sinh năm 1954)
- Ant.Juss. – Antoine de Jussieu (1686–1758)
- Ant.Molina – José Antonio Molina Rosito (sinh năm 1926)
- Antoine – Franz Antoine (1815–1886)
- Ant.Schott – Anton Schott (1866–1945)
- A.O.S.Vieira – Ana Odete Santos Vieira (sinh năm 1958)
- Apang – Ona Apang (fl. 2012)
- A.P.Br. – Andrew Phillip Brown (sinh năm 1951)
- A.Pearson – Arthur Anselm Pearson (1874–1954)
- A.Phelps – Almira Hart Lincoln Phelps (1793–1884)
- Applegate – Elmer Ivan Applegate (1867–1949)
- A.Pramanik – Arabinda Pramanik (sinh năm 1957)
- Apstein – Carl Heinrich Apstein (1862–1950)
- A.Q.Hu – Ai Qun Hu (fl. 2009)
- A.Raynal – Aline Marie Raynal (sinh năm 1937)
- A.R.Bean – Anthony Bean (sinh năm 1957)
- Arcang. – Giovanni Arcangeli (1840–1921)
- A.R.Chapm. – Alexander Robert Chapman (sinh năm 1959)
- Archer – Thomas Croxen Archer (1817–1885)
- Archer-Hind – Thomas H. Archer-Hind (fl. 1880)
- A.R.Clapham – Arthur Roy Clapham (1904–1990)
- Ard. – Pietro Arduino (1728–1805)
- Ardoino – Honoré Jean Baptiste Ardoino [es] (1819–1874)
- Arechav. – José Arechavaleta (1838–1912)
- A.Regel – Johann Albert von Regel (1845–1908)
- Arènes – Jean Arènes (1898–1960)
- Aresch. – Johan Erhard Areschoug (1811–1887)
- A.R.Ferguson – Allan Ross Ferguson (sinh năm 1943)
- Argent – Graham Charles George Argent (sinh năm 1941)
- A.Rich. – Achille Richard (1794–1852)
- Ariza – Luis Ariza Espinar (1933–2020) (L.Ariza cũng được sử dụng)
- Arm. – Edward Armitage (1822–1906)
- Armari – Beatrice Armari (1877–1918)
- Arn. – George Arnott Walker-Arnott (1799–1868)
- Arnell – Hampus Wilhelm Arnell (1848–1932)
- Arnold – Ferdinand Christian Gustav Arnold (1828–1901)[5]
- A.Robyns – Andre Georges Marie Walter Albert Robyns (1935–2003)
- A.R.Penfold – Arthur de Ramon Penfold (1890–1980)
- Arráb. – Francisco Antonio de Arrábida (1771–1850)
- Arruda – Manuel Arruda da Câmara (1752–1810)
- A.R.Sm. – Alan Reid Smith (sinh năm 1943)
- Art.Castro – Arturo Castro-Castro (sinh năm 1979)
- Arthur – Joseph Charles Arthur (1850–1942)
- Art.Mey. – Arthur Meyer (1850–1922)
- A.R.Vickery – Albert Roy Vickery (sinh năm 1947)
- Arv.-Touv. – Casimir Arvet-Touvet (1841–1913)
- A.S.Calvert – Amelia Smith Calvert (1876–1965)
- Asch. – Paul Friedrich August Ascherson (1834–1913)
- A.Schatz – Albert Schatz (1920–2005)
- A.Schenk – Alexander Schenk (1864–1924)
- A.Schimp. – Andreas Franz Wilhelm Schimper (1856–1901)
- A.Schlag. – Adolf Schlagintweit (1829–1857)
- A.Schlick. – August Schlickum (1867–1946)
- A.Schneid. – Albert Schneider (1863–1928)
- A.Schnyd. – Albert Schnyder (1856–1938)
- A.Schott – Arthur Carl Victor Schott (1814–1875)
- A.Schreib. – Annelis Schreiber (1927– 2010)
- A.Schultz – Arthur Schultz (1838–1915)
- A.S.Foster – Adriance S. Foster (1901–1973)
- A.S.George – Alex George (sinh năm 1939)
- Ashby – Edwin Ashby (1861–1941)
- Ashe – William Willard Ashe (1872–1932)
- Ashton – Ruth Elizabeth Ashton (1896–1987)
- Ashwin – Margot Bernice Ashwin (1935–1992)
- A.Sinclair – Andrew Sinclair (1796–1861)
- Askerova – Rosa K. Askerova (sinh năm 1929)
- Asmussen – Conny Asmussen (fl. 1997)
- A.Soriano – Alberto Soriano (1920–1998)
- A.Spreng. – Anton Sprengel (1803–1851)
- A.S.Rob. – Alastair Robinson (sinh năm 1980)
- Assem – J. van den Assem (fl. 1953)
- Ast – Suzanne Jovet-Ast (1914–2006)
- A.Stahl – Agustín Stahl (1842–1917)
- A.St.-Hil. – Augustin Saint-Hilaire (1799–1853)
- Aston – Helen Isobel Aston (sinh năm 1934)
- Astuti – Inggit Pudji Astuti (fl. 2004)
- Aswal – B. S. Aswal (sinh năm 1948)
- A.Terracc. – Achille Terracciano (1861–1917)
- A.T.Grimme – Arnold Grimme (1868–1958)
- Atha – Daniel E. Atha (sinh năm 1962)
- A.Thouars – Abel Aubert du Petit-Thouars (1793–1864)
- Atk. – William Sackston Atkinson (1821–1875)
- A.T.Lee – Alma Theodora Lee (1912–1990)
- Aubl. – Jean Baptiste Christophore Fusée Aublet (1720–1778)
- Aubrév. – André Aubréville (1897–1982)
- Aubriet – Claude Aubriet (1651–1742)
- Aucher – Pierre Martin Rémi Aucher-Éloy (1792–1838)
- Audas – James Wales Claredon Audas (1872–1959)
- Audib. – Urbain Audibert (1791–1846)
- Audubon – John James Audubon (1785–1851)
- Aug.DC. – Richard Émile Augustin de Candolle (1868–1920)
- Augustine – Jomy Augustine (fl. 1998)
- Ausserd. – Anton Ausserdorfer (1836–1885)
- A.Usteri – Alfred Usteri (1869–1948)
- Austin – Coe Finch Austin (1831–1880)
- A.Vázquez – Antonio Vázquez (sinh năm 1961)
- A.V.Bobrov – Alexey Vladimir Bobrov (sinh năm 1969)
- A.V.Duthie – Augusta Vera Duthie (1881–1963)
- Avé-Lall. – Julius Léopold Eduard Avé-Lallemant (1803–1867)
- Aver. – Leonid Vladimirovich Averyanov [ru] (sinh năm 1955)
- Avers – Charlotte J. Avers (fl. 1953)
- Averyanova – Anna Leonidovna Averyanova (sinh năm 1981)
- A.V.Roberts – Andrew Vaughan Roberts (sinh năm 1940)
- A.Wall – Arnold Wall (1869–1966)
- A.Wallace – Alexander Wallace (1829–1899)
- A.W.Benn. – Alfred William Bennett (1833–1902)
- A.W.Archer – Alan W. Archer (sinh năm 1930)
- A.Weber – Anton Weber (sinh năm 1947)
- A.W.Hill – Arthur William Hill (1875–1941)
- A.W.Howitt – Alfred William Howitt (1830–1908)
- A.Wigg. – Heinrich August Ludwig Wiggers (1803–1880)
- A.W.Purdie – Andrew William Purdie (1940–1989)
- A.W.Russell – Anna Worsley Russell (1807–1876)
- Axelrod – Daniel I. Axelrod (1910–1998)
- Aymard – Gerardo Antonio Aymard Corredor [es] (sinh năm 1959)
- Ayres – William Port Ayres (1815–1875)
- Azara – Félix de Azara (1746–1821)